# Arnoldus Croiset
Arnoldus Croiset (1753 – 1838) was een Nederlands officier der Genie en ridder IIIe klasse in de Militaire Willems-Orde (12 mei 1823).
Croiset diende van 1768 tot 1814 in het Franse leger. In 1814 trad hij als generaal-majoor in dienst van het leger van het Verenigd Koninkrijk der Nederlanden. In 1816 werd hij benoemd tot luitenant-generaal. Croiset maakte zich vooral verdienstelijk door zijn werkzaamheden aan de versterkingen in het zuiden van Nederland, langs de toenmalige Nederlands–Franse grens. Zo was hij onder meer betrokken bij de bouw van het Fort Willem I (Maastricht) en de Nieuwe Bossche Fronten in Maastricht. In 1835 werd hij gepensioneerd.
In Maastricht werd de kazemat van bastion A omstreeks 1950 naar hem vernoemd.